# Okręty podwodne typu Yushio
Okręty podwodne typu Yūshio - typ japońskich okrętów podwodnych o napędzie diesel-elektrycznym, które zaczęły wchodzić do służby w 1980.

## Historia
Okręty podwodne typu Yūshio są zmodernizowaną wersją okrętów typu Uzushio, w dużym stopniu czerpały jednak z technologii amerykańskich okrętów podwodnych z napędem konwencjonalnym typu Barbel. Pierwszy okręt typu Yūshio został zamówiony w 1975 roku, następne zamawiano w rocznych odstępach czasu do 1984 roku. Banderę na pierwszym okręcie typu Yūshio podniesiono w 1980 roku. Okręty tego typu były budowane w stoczniach Mitsubishi (okręty o nieparzystych numerach burtowych) i Kawasaki. 
Na powierzchni i na głębokości peryskopowej okręty napędzane są dwoma silnikami wysokoprężnymi MAN V8V24/30ATL o łącznej mocy 5000 kW. Silniki spalinowe powstawały na licencji niemieckiej w zakładach Kawasaki. W zanurzeniu okręty były napędzane dwoma silnikami elektrycznymi Fuji o mocy łącznej 5300 kW. Okręty posiadają pojedynczą siedmiopiórową śrubę napędową. Tylne stery krzyżowe, przednie stery głębokości na kiosku.
Okręty tego typu posiadają sześć wyrzutni torpedowych kalibru 533 mm. Mogą z nich być torpedy typ 54 mod.1 (z pasywną głowicą akustyczną), typ 54 mod.2,3 i 3a (z aktywnymi głowicami akustycznymi), typ 72 G5 i G5B (przeznaczone do zwalczania okrętów podwodnych) oraz typ 90 G-RX-2 (uniwersalne, naprowadzane przewodowo i akustycznie). Wszystkie okręty typu Yūshio poza SS-573 mogą także przenosić rakiety przeciwokrętowe UGM-84 Sub-Harpoon.
| Okręty podwodne typu Yushio |                 |                    |                  |                   |
| Nazwa                       | Numer taktyczny | Rozpoczęcie budowy | Wodowanie        | Wejście do służby |
| Yūshio                      | SS-573          | 3 grudnia 1976     | 29 marca 1979    | 26 lutego 1980    |
| Mochishio                   | SS-574          | 9 maja 1978        | 12 marca 1980    | 5 marca 1981      |
| Setoshio                    | SS-575          | 17 kwietnia 1979   | 10 lutego 1981   | 17 marca 1982     |
| Okishio                     | SS-576          | 17 kwietnia 1980   | 5 marca 1982     | 1 marca 1983      |
| Nadashio                    | SS-577          | 16 kwietnia 1981   | 27 stycznia 1983 | 6 marca 1984      |
| Hamashio                    | SS-578          | 8 kwietnia 1982    | 1 lutego 1984    | 5 marca 1985      |
| Akishio                     | SS-579          | 15 kwietnia 1983   | 21 stycznia 1985 | 8 marca 1986      |
| Takeshio                    | SS-580          | 3 kwietnia 1984    | 9 lutego 1986    | 3 marca 1987      |
| Yukishio                    | SS-581          | 11 kwietnia 1985   | 23 stycznia 1987 | 11 marca 1988     |
| Sachishio                   | SS-582          | 11 kwietnia 1986   | 17 lutego 1988   | 24 marca 1989     |